# كلنكر

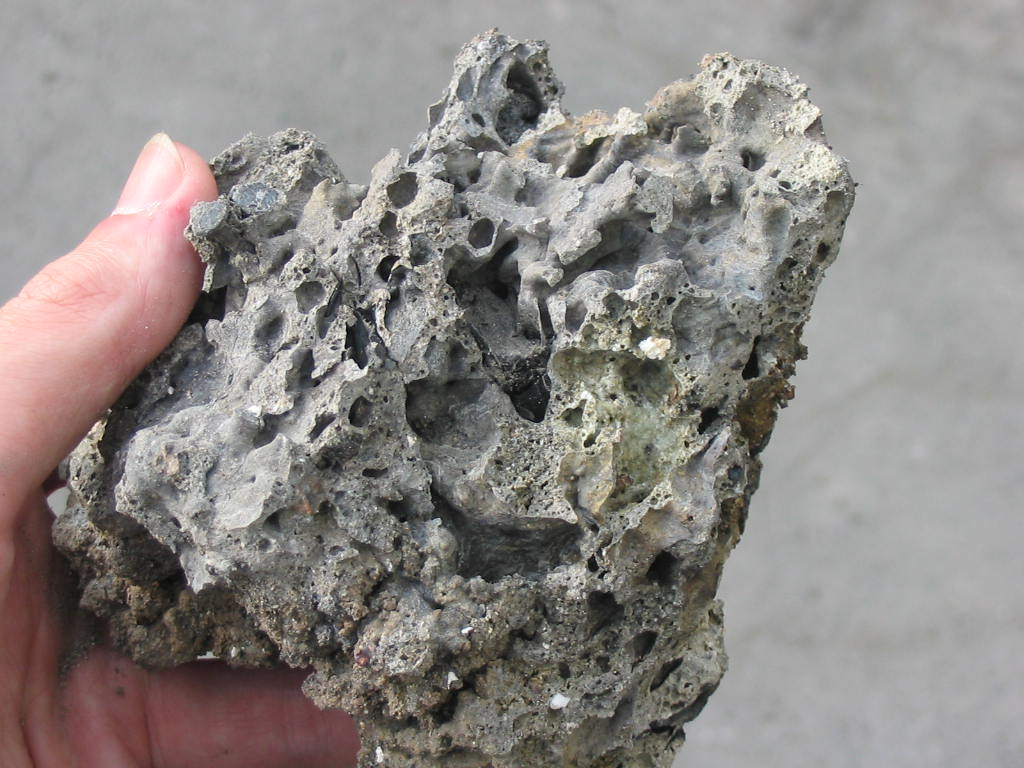

الكلنكر (بالإنجليزية: Clinker)، هو الاسم العام للبقايا التي تشكلت في النار نتيجة للعمليات الصناعية، وخاصة تلك التي تنطوي على صهر المعادن، واللحام، وحرق الوقود الأحفوري واستخدام الحدادة، والذي يسبب عادة تراكم كبير من الكلنكر حول قصبة. غالبًا ما يشكل الكلنكر رواسب مظلمة فضفاضة تتكون من مواد النفايات مثل فحم الكوك والفحم والخبث والفحم والحصى. الكلنكر بشكل عام أكثر كثافة من فحم الكوك، وخلافا لفحم الكوك، عموما يحتوي على القليل جدا من الكربون ليكون من أي قيمة كوقود.

## المصطلح
"Clinker" من اللغة الهولندية، كان يستخدم في الأصل باللغة الإنجليزية للطوب؛ انظر الطوب الكلنكر. تم تطبيق المصطلح في وقت لاحق على بقايا صلبة ، بسبب تماثل المظهر.

## الاستخدامات
غالبًا ما يتم إعادة استخدام الكلنكر كمواد رخيصة لرصف ممرات المشاة. يتم وضعه ولفه، ويشكل مسارًا صعبًا مع سطح خشن يمثل خطرًا أقل للانزلاق من معظم المواد الفضفاضة. بسماكة كافية تجفف هذه الطبقة جيدًا وهي ذات قيمة للتحكم في الطين. ومع ذلك، إذا تم وضعها بدون مادة لاصقة كافية، فإنها تحتاج إلى دحرجة متكررة وإضافة المزيد من الكلنكر للحفاظ على المسار في حالة جيدة إذا كانت عرضة لحركة قدم ثقيلة.
في أعمال معالجة مياه الصرف الصحي، يتم فحص المياه الفاسدة أولاً لإزالة الحطام العائم. ثم يتم ترسيبها لإزالة الجسيمات غير القابلة للذوبان. بعد ذلك، يتم رشها على طبقة المرشح من الكلنكر. سرعان ما تنمو الميكروبات الهوائية في تجاويف الكلنكر، حيث تقتل البكتيريا اللاهوائية الضارة في الماء وتزيل الكثير من النفايات العضوية المسيئة.
تاريخيا، تم التخلص من الكلنكر من السفن البخارية التي تحرق الفحم ببساطة في البحر، تاركا مسارات يمكن اكتشافها في قاع البحر لبعض طرق البواخر البارزة.